# Calypte
Calypte là một chi chim trong họ Trochilidae.

## Hình ảnh

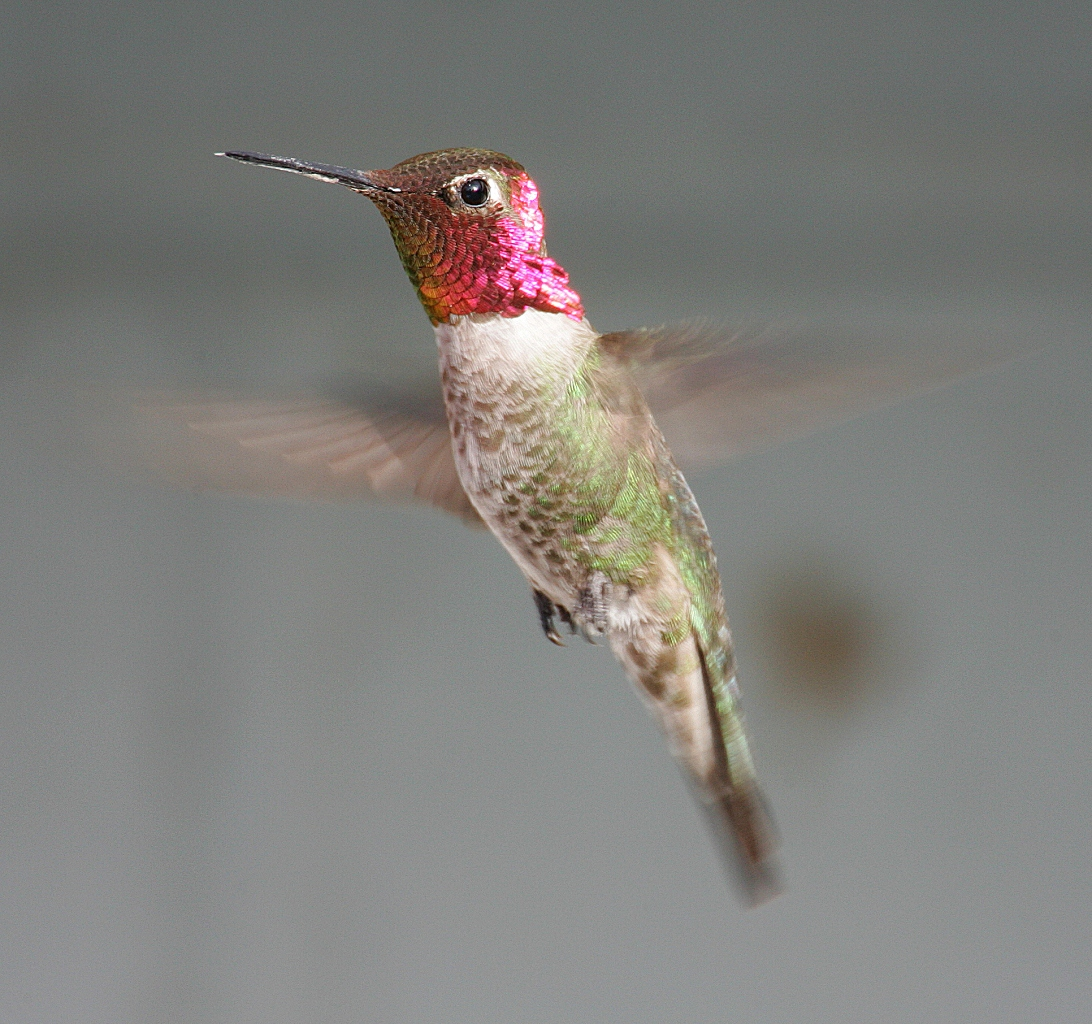
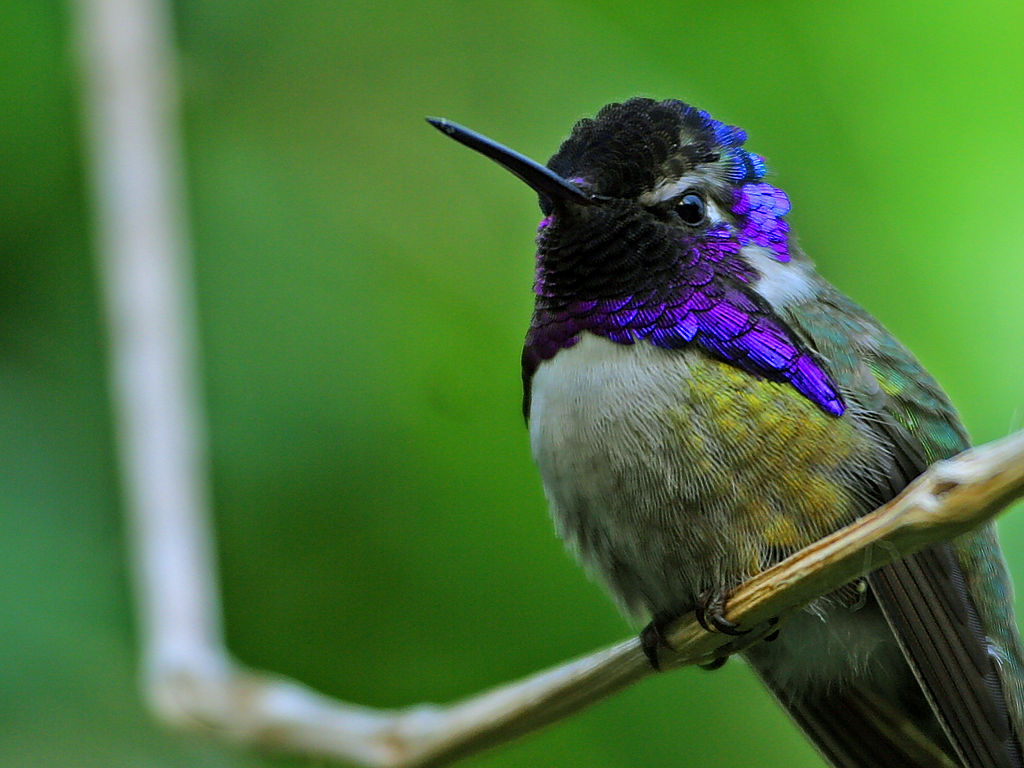
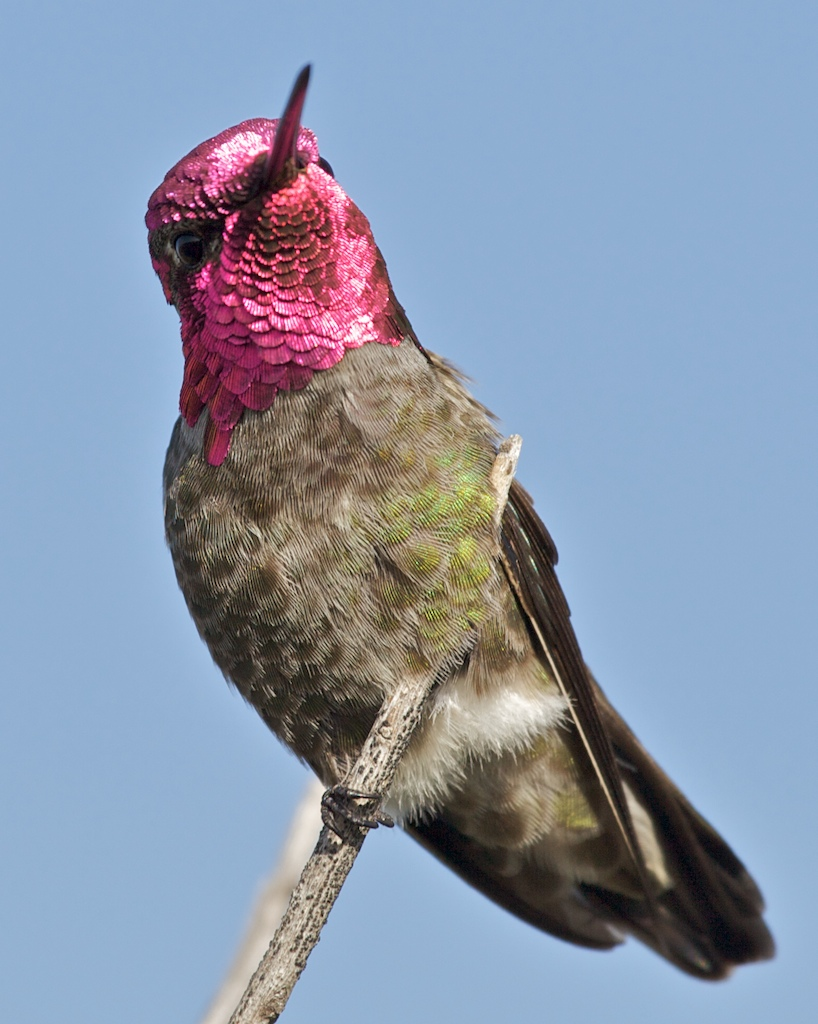
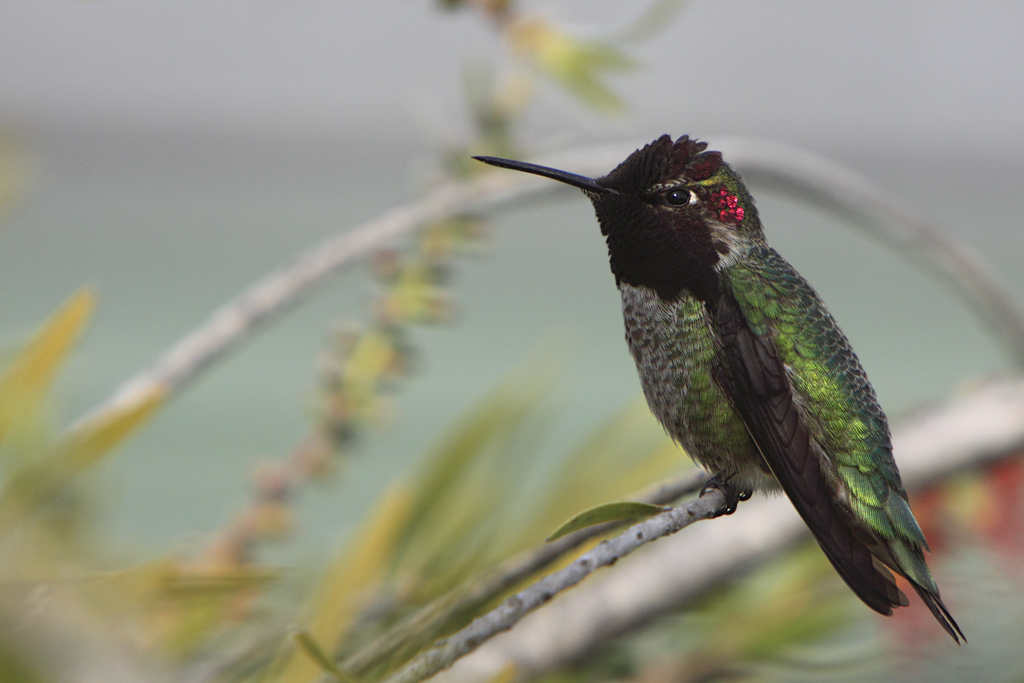

## Các loài
| Image | Scientific name | Common Name | Distribution                                                                       |
| ----- | --------------- | ----------- | ---------------------------------------------------------------------------------- |
|       | Calypte anna    |             | United States(Oregon, Washington, California), Canada, and Baja California, Mexico |
|       | Calypte costae  |             | Southwestern United States and the Baja California Peninsula of Mexico.            |